# James Kirkland (Boxer)
James Derick Kirkland (* 19. März 1984 in Austin, Texas) ist ein US-amerikanischer Profiboxer im Halbmittelgewicht. Seit seinem neunten Lebensjahr wird er von der ehemaligen Boxweltmeisterin Ann Wolfe trainiert, die ebenfalls aus Austin, Texas, stammt.

## Amateurkarriere
Kirkland boxt seit seinem sechsten Lebensjahr und gewann als Amateur 134 von 146 Kämpfen. Er ist vierfacher Gewinner des Jugendturniers Silver Gloves und nahm bereits als 17-Jähriger in der Elite-Klasse (Erwachsene) an den National Golden Gloves 2001 in Reno teil; dort erreichte er mit Siegen gegen William Johnson, Steven Ham, Shamone Alvarez und Jose Moreno das Finale, wo er umstritten gegen James Parison unterlag und somit die Silbermedaille im Weltergewicht gewann.
Aus finanziellen Gründen wechselte er noch 2001 ins Profilager.

## Profikarriere
Kirkland gab sein Profidebüt am 25. August 2001 in San Antonio mit einem t.K.o.-Sieg in der dritten Runde gegen Maurice Chalmers aus Virginia, der ebenfalls sein Profidebüt bestritt. Auch in seinen nächsten zehn Kämpfen blieb er unbesiegt, wobei er achtmal durch K. o. gewann. Er boxte dabei unter anderem in Las Vegas und Washington, D.C.
Ende 2003 wurde seine Karriere erstmals unterbrochen, als er eines bewaffneten Raubes für schuldig befunden, zu einer sechsmonatigen Haftstrafe und einem anschließenden sechsmonatigen Hausarrest verurteilt wurde. Sein Comeback bestritt er daher erst im April 2006 in South Carolina mit einem t.K.o.-Sieg in der dritten Runde gegen Manny Castillo (13 Siege – 11 Niederlagen).
Anschließend konnte er neun weitere Siege feiern, davon acht durch Knockout. Dabei setzte er sich unter anderem gegen Alexis Divison (16-4), Sherwin Davis (18-3), WM-Herausforderer Billy Lyell (14-3), Ossie Duran (24-5) und Mohamad Said (23-5) durch. Nur gegen Duran musste er über die volle Rundenzahl gehen, hatte seinen Kontrahenten jedoch in der ersten Runde am Boden.
Am 17. Mai 2008 boxte er in Primm um die Nordamerikanische Meisterschaft der WBO und siegte dabei nach lediglich einer Minute und sechs Sekunden durch t.K.o. in der ersten Runde gegen Eromosele Albert (21-1). Bereits in seinem nächsten Kampf am 5. September 2008 in Austin, besiegte er den Mexikaner Ricardo Cortés (22-2) durch t.K.o. in der zweiten Runde. Am 22. November 2008 traf er in Las Vegas auf Brian Vera (16-1), hatte diesen gleich dreimal am Boden und gewann durch t.K.o. in der achten Runde.
Am 7. März 2009 besiegte er im kalifornischen San José den Kolumbianer Joel Julio (34-2) durch t.K.o. in der sechsten Runde. Nach diesem Kampf wurde er von der WBA auf Platz 1 und von der WBO auf Platz 3 ihrer Weltranglisten geführt.
Am 19. April 2009 wurde Kirkland erneut verhaftet, als er bei einer Verkehrskontrolle mit einer Schusswaffe angetroffen wurde und damit gegen seine Bewährungsauflagen verstieß. Er wurde zu einer zweijährigen Haftstrafe verurteilt, jedoch bereits am 30. September 2010 entlassen. Er besiegte anschließend innerhalb von zwei Wochen zwei Gegner vorzeitig und stieg bereits am 9. April 2011 in Las Vegas wieder in den Ring. Dabei wurde er völlig überraschend vom japanischen Außenseiter Nobuhiro Ishida (22-6) bereits in der ersten Runde dreimal niedergeschlagen; der Ringrichter beendete daraufhin den Kampf nach weniger als zwei Minuten der ersten Runde und erklärte Ishida zum Sieger durch t.K.o.
Kirkland gewann seine nächsten beiden Kämpfe innerhalb von zwei Runden, worauf er sich für einen Titelkampf qualifizierte. Am 5. November 2011 besiegte er den Mexikaner Alfredo Angulo (20-1) im mexikanischen Cancún durch t.K.o. in der sechsten Runde und wurde somit Kontinental-amerikanischer Titelträger der WBC. Im März 2012 verteidigte er den Titel in Houston gegen Carlos Molina (19-4). In der zehnten Runde ging Molina zu Boden und wurde anschließend disqualifiziert, da einer seiner Betreuer noch während des Anzählens den Ring betrat.
Kirkland kehrte erst nach 20 Monaten in den Ring zurück und besiegte dabei im Dezember 2013 Glen Tapia (20-0) durch t.K.o. in der sechsten Runde. Im Mai 2015 kehrte er in den Ring zurück und boxte gegen Saúl Álvarez (44-1), war gegen den Mexikaner jedoch chancenlos und verlor durch K. o. in der dritten Runde.

## Weiteres
Kirkland stand anfangs bei Duva Boxing, später Golden Boy Promotions von Óscar de la Hoya und aktuell bei SMS Promotions von Curtis Jackson unter Vertrag.
Vor seinem Kampf gegen Ishida, hatte er sich von Ann Wolfe getrennt und stattdessen unter Kenny Adams trainiert. Nach der bitteren t.K.o.-Niederlage gegen Ishida, kehrte er wieder zu Wolfe zurück.